# Basilissa
Basilissa is een geslacht van weekdieren uit de klasse van de Gastropoda (slakken).

## Soort
- Basilissa superba Watson, 1879